# Handelskontor
```
 
Denne artikel omhandler overvejende eller alene 
danske forhold
. Hjælp gerne med at gøre artiklen mere almen.
```

Et Handelskontor er et i udlandet beliggende kontor under Udenrigsministeriet (Danmarks Eksportråd), som har til opgave at løse rådgivningsopgaver for danske eksportvirksomheder med henblik på afdækning af markedsmuligheder, herunder udarbejdelse af markedsanalyser og udvælgelse af samarbejdspartnere. Rådgivningsopgaverne udføres mod betaling. Et handelskontor ledes af en eksportstipendiat, der med baggrund i erfaringer fra erhvervslivet er ansat for et bestemt åremål til at varetage denne opgave.
Danmark har ca. 25 handelskontorer. Nogle handelskontorer løser også visse konsulære opgaver, se konsulat.